# ザビーヌ・ダルデンヌ
サビーヌ・ダルデンヌ（Sabine Dardenne 1983年-、ベルギー生まれ）は、ベルギーで起きた有名な少女連続誘拐殺人事件マルク・デュトルー事件の被害者。6人の少女が誘拐され、そのうち4人が殺された事件で、1996年に無事生きて保護された2人のうちの1人。

## 人物
ザビーヌは1996年5月28日、12歳のときに通学中に誘拐され、犯人の家の特製地下室（幅99cm・奥行き2m34cm）に80日間閉じ込められる。その間、小児性愛者である犯人から性的虐待を受け続けた。2004年にようやく始まった裁判で、世界を揺るがした事件の貴重な証人として沈黙を破って出廷を決意（私が生きているところを彼に見せてやりたい）、法廷で犯人と直接対決した模様は全世界に報道された。2005年12月に来日して記者会見を行った。
ザビーヌは性犯罪者の出所情報公開や死刑制度には反対している。事件の犯人デュトルーの判決は2004年に下っている（終身禁固）。著書「すべて忘れてしまえるように―少女監禁レイプ殺人犯と暮らした80日間」は、各国語に訳され話題になった。

## 著作
- サビーヌ・ダルデンヌ著『すべて忘れてしまえるように―少女監禁レイプ殺人犯と暮らした80日間』 松本百合子(翻訳) ソニーマガジンズ刊、2005年 ISBN 4-789726-39-8